# 門付

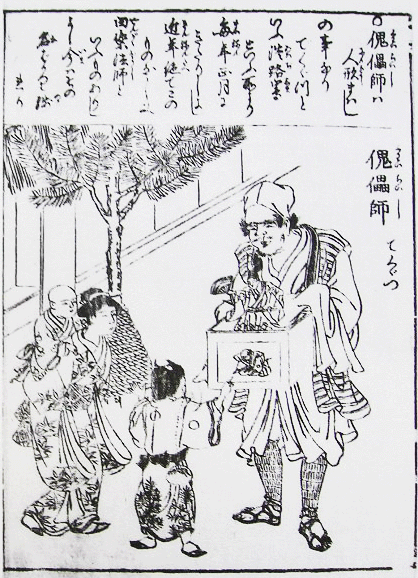
傀儡師（傀儡子）の人形回しのイメージ。

門付（かどづけ）は、日本の大道芸の一種で、門口に立ち行い金品を受け取る形式の芸能の総称であり、およびそれを行う者の総称である。表記は門付け（かどづけ）、読みは「かどつけ」とも。門付する（かどづけする）という動詞としても使用し、芸については門付芸（かどづけげい）、行う者については門付芸人（かどづけげいにん）ともいう。多くは予祝芸能である。

## 歴史と概要
門付の発祥の根本には、季節に応じて神が祝福に訪れるという民間信仰があった。「祝言人」（ほかいびと）の芸能に由来するとも言われ、これは神を装い、民家の戸口等に立って祝福することば「祝い言」（ほかいごと）を発することで金銭を乞う者である。平安時代、934年（承平4年）ころに成立したとされる『和名類聚抄』（934年ころ成立）には、「乞児」（ほかいびと）の文字で解説されており、物乞いであると10世紀の時点で定義されている。
室町時代（14世紀 - 16世紀）には、寺に属しあるいは没落して民間に流れた職業芸人である声聞師（しょうもじ）が行った読経や曲舞等の芸能や、神社に隷属して雑役を行っていた下級の神人たちが、一定の季節に各戸を回って行っていた芸能である。これも次第に転落して、物乞いになっていった。この時代には、新春の予祝芸能である「千秋万歳」を声聞師らが行い、同じく「松囃子」を声聞師のほか若党（武家奉公人）、町女房つまり一般町人の女性らが行い、平安時代、9世紀には存在したという漂流民「傀儡子」たちが、「人形回し」（操り人形による人形劇）等を行っていた。

19世紀の「萬歳」のスタイル。

江戸時代（17世紀 - 19世紀）には、正月に門口や座敷でその一家の予祝の祝言を謡う「萬歳」、同じく養蚕の予祝の祝言を謡う「春駒」、同じく農耕の予祝の祝言を謡う「鳥追」（鳥追い）等の門付歌の類が広まった。萬歳は、千秋万歳の流れを汲むものであり、鳥追は、江戸初期（17世紀）に京都・悲田院の与次郎（非人頭のこと）が始めたとされ、江戸中期以降には、女太夫（非人、女性芸人）たちが日和下駄に編み笠のスタイルで三味線を弾きながら「鳥追唄」を歌いながらの門付を行うようになった。なお、萬歳（三河萬歳）や猿回し、傀儡師、神事舞太夫、梓巫女などの一部の門付、予祝は陰陽道宗家であった土御門家の配下に置かれる事になる。
正月の時期の門付は豊富で、大黒天の面・頭巾をかぶり、お福やえびすを伴って現れる「大黒舞」、『古事記』にも記述がある古い芸能である「獅子舞」、京都では巨大な張子、江戸では福禄寿の扮装をして歌い祝詞をあげるちょろけんといった、神々の姿をかたどったいでたちによるものがあり、現代でも一部地方では、これらの芸能は継承されている。
正月以外の時期の門付としては、節分・大晦日に厄年の人の家の門口に立った門付芸としての「厄払い」、師走に現れる芸人集団による「節季候」、季節を問わず事件を詠み込み三味線で歌った「歌祭文」、空也が始めたものを真似た「鉢叩」等が江戸時代を通じて広がった。町家のどこかで吉凶慶事があると集まるので、あまり来られて困る場合は、非人頭の善七または松右衛門の判が押してある「仕切り札」を門口に貼った。門付は非人が行なっていたため、これが貼ってある場合は門付しないという仲間内の決まりになっていた。
明治時代に新しく始まった門付に、「法界屋」が挙げられる。明治中期（1890年代ころ）に編み笠をかぶった書生が月琴に合わせて『法界節』を街頭で歌う巷間芸能が始められ、明治末期（1900年代ころ）には、大阪を中心に、琴・三味線・胡弓・尺八・太鼓といった多数の奏者とともに歌う門付となり、流行した。また、沖縄でも、「京太郎」（チョンダラー）という門付があり、「萬歳」を詠い、本土の「傀儡子」のように「仏」（フトウキ）と呼ばれる人形回しを行い、門付した。

門付の文化は、民間信仰に端を発したその発祥の時代にあっては、下級の宗教者が携わったが、次第に宗教者の行なう儀式や芸能を模倣して、市民生活の外側に置かれた貧しい者が担うようになった。その中から、『四つ竹節』や『法界節』のような俗謡が生まれている。
 門付の演じた夷・大黒天・お福・ちょろけん等のキャラクターは、京都の伏見人形をはじめとする各地の土人形にそのモチーフを提供した。

## おもな一覧
総称を列挙し、地域独特の呼称・習慣等は省く。途絶えたものもあれば、これらの発展形が、門付ではない形で現在も各地民間に受け継がれているものもある。
- 千秋万歳
- 松囃子
- 傀儡子（傀儡、人形回し、でこまわし）
- 萬歳 - 門付歌
- 春駒 - 門付歌
- 鳥追 - 門付歌
- 大黒舞
- 獅子舞
- 物吉
- 猿回し
- ちょろけん
- 夷回し（夷舁き）
- 太々神楽
- 鹿島の事触れ
- 厄払い
- 夷舞
- 節季候
- 門浄瑠璃
- 門説経 - 門付歌であり、説経節を門付芸として行うもの
- 歌祭文 - 門付歌
- 鉢叩 - 門付歌
- なまいだ坊主
- 願人坊主（すたすた坊主）
- 芥太夫
- 簓摺り
- 法界屋
- 箱回し
- 化他
- ちょぼくれ
- 胸叩き
- チョンダラー - 沖縄の門付
- 春田打ち

## 俗謡
- 四つ竹節
- 間の山節
- 博多節
- 串本節
- 新保広大寺
- 踊口説
- 法界節
- 新内節

## ギャラリー

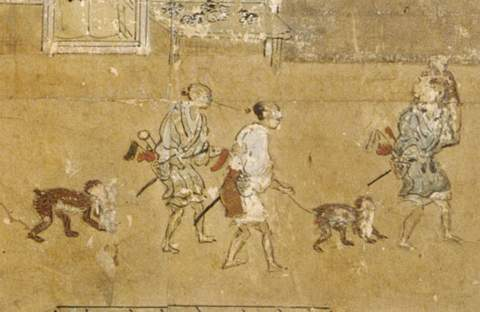
猿曳（猿飼）、『洛中洛外図屏風』（1520年代、16世紀）
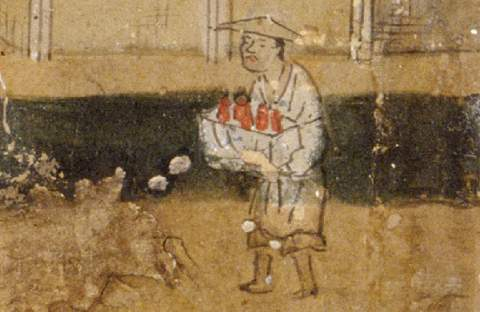
傀儡、『洛中洛外図屏風』（1520年代、16世紀）
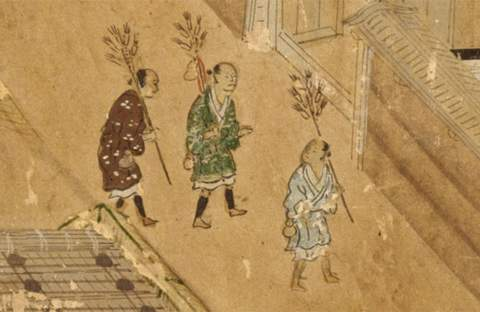
鉢叩、『洛中洛外図屏風』（1520年代、16世紀）
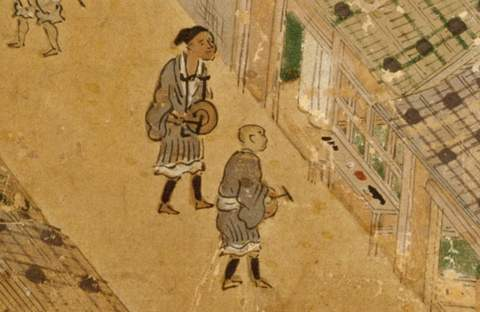
鉦叩、『洛中洛外図屏風』（1520年代、16世紀）
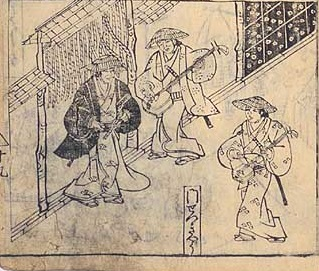
門説経、『人倫訓蒙図彙』（元禄年間）